# Clavatula pseudomystica
Clavatula pseudomystica é uma espécie de gastrópode do gênero Clavatula, pertencente a família Clavatulidae.